# ディエゴ・カスティーヨ (内野手)
ディエゴ・アレハンドロ・カスティーヨ（Diego Alejandro Castillo, 1997年10月28日 - ）は、ベネズエラのララ州バルキシメト出身のプロ野球選手（内野手）。右投右打。MLBのカンザスシティ・ロイヤルズ傘下所属。

## 経歴

### プロ入りとヤンキース傘下時代
2014年にアマチュア・フリーエージェントでニューヨーク・ヤンキースと契約してプロ入り。
2015年、傘下のルーキー級ドミニカン・サマーリーグ・ヤンキースでプロデビュー。56試合に出場して打率.331、40打点、5盗塁を記録した。
2016年はルーキー級ガルフ・コーストリーグ・ヤンキースでプレーし、44試合に出場して打率.267、1本塁打、8打点、5盗塁を記録した。
2017年はA級チャールストン・リバードッグスでプレーし、118試合に出場して打率.269、1本塁打、42打点、9盗塁を記録した。
2018年はA+級タンパ・ターポンズでプレーし、 120試合に出場して打率.260、2本塁打、51打点、11盗塁を記録した。
2019年もA+級タンパでプレーし、114試合に出場して打率.248、4本塁打、33打点、13盗塁を記録した。
2020年はCOVID-19の影響でマイナーリーグの試合が開催されず、公式戦への出場はなかった。
2021年はAA級サマセット・ペイトリオッツで開幕を迎えた。

### パイレーツ時代
2021年7月26日にクレイ・ホームズとのトレードで、朴孝俊と共にピッツバーグ・パイレーツへ移籍した。移籍後は傘下のAA級アルトゥーナ・カーブへ送られ、その後AAA級インディアナポリス・インディアンズへ昇格した。この年は移籍前と合わせて3チーム合計で105試合に出場して打率.278、19本塁打、55打点、9盗塁を記録した。オフにルール・ファイブ・ドラフトでの流出を防ぐために40人枠に登録された。
2022年は開幕ロースター入りし、開幕戦となった4月7日のセントルイス・カージナルス戦でメジャーデビューを果たした。そのままメジャー定着し、最終的に96試合に出場して打率.206、11本塁打、29打点、1盗塁を記録した。

### ダイヤモンドバックス時代
2022年12月23日にスコット・ランドールとのトレードでアリゾナ・ダイヤモンドバックスへ移籍した。
2023年、メジャーでは1試合のみの出場にとどまった（7月31日のサンフランシスコ・ジャイアンツ戦にて代打で登場し、右飛に倒れる。）。マイナーでは傘下のAAA級リノ・エーシズでプレーし、124試合に出場して打率.313、3本塁打、72打点、13盗塁を記録した。オフの12月22日にDFAとなった。

### オリオールズ傘下時代
2024年1月5日にウェイバー公示を経てニューヨーク・メッツへ移籍した。だが、1月12日にDFAとなり、19日にウェイバー公示を経てヤンキースへ移籍した。だが、1月29日に再びDFAとなり、2月5日にウェイバー公示を経てフィラデルフィア・フィリーズへ移籍した。だが、2月13日に三たびDFAとなり、2月16日にウェイバー公示を経てボルチモア・オリオールズへ移籍した。しかし2月18日にDFAとなり、2月20日にマイナー契約となって傘下のAAA級ノーフォーク・タイズへ配属された。

### ツインズ時代
2024年4月5日に金銭トレードで、ミネソタ・ツインズへ移籍した。移籍してからしばらくの間は傘下のAAA級セントポール・セインツに配属されていたが、7月14日にホセ・ミランダの故障者リスト入りに伴って、メジャー昇格。しかし、僅か10日後の同月24日にロニー・ヘンリケスの昇格に伴ってDFAとなり、その2日後にAAA級セントポールに降格した。その後は再昇格することが出来ないまま、レギュラーシーズン終了後の10月1日にFAとなった。なお、この年のオフにはウィンターリーグに参加。当初はLVBPのカリベス・デ・アンソアテギに所属していたが、開幕翌日にトレードでナベガンテス・デル・マガジャネスに移籍した。結局、この年はメジャーで僅か4試合の出場に留まった。それでも、打率.333を記録した。

### メッツ傘下時代
2025年3月13日にニューヨーク・メッツとマイナー契約を結び、同日中にAAA級シラキュース・メッツに配属された。結局、メッツでのメジャー昇格はならなかった。

### ロイヤルズ傘下時代
2025年5月22日に金銭トレードでカンザスシティ・ロイヤルズに移籍した。移籍後の翌23日にAAA級オマハ・ストームチェイサーズに配属された。

## 詳細情報

### 年度別打撃成績
| 年 度    | 球 団    | 試 合 | 打 席 | 打 数 | 得 点 | 安 打 | 二 塁 打 | 三 塁 打 | 本 塁 打 | 塁 打 | 打 点 | 盗 塁 | 盗 塁 死 | 犠 打 | 犠 飛 | 四 球 | 敬 遠 | 死 球 | 三 振 | 併 殺 打 | 打 率 | 出 塁 率 | 長 打 率 | O P S |
| -------- | -------- | ----- | ----- | ----- | ----- | ----- | -------- | -------- | -------- | ----- | ----- | ----- | -------- | ----- | ----- | ----- | ----- | ----- | ----- | -------- | ----- | -------- | -------- | ----- |
| 2022     | PIT      | 96    | 283   | 262   | 28    | 54    | 13       | 0        | 11       | 100   | 29    | 1     | 1        | 0     | 4     | 14    | 1     | 3     | 75    | 7        | .206  | .251     | .382     | .633  |
| 2023     | ARI      | 1     | 1     | 1     | 0     | 0     | 0        | 0        | 0        | 0     | 0     | 0     | 0        | 0     | 0     | 0     | 0     | 0     | 0     | 0        | .000  | .000     | .000     | .000  |
| 2024     | MIN      | 4     | 8     | 6     | 3     | 2     | 1        | 0        | 0        | 3     | 2     | 0     | 0        | 0     | 0     | 2     | 0     | 0     | 1     | 0        | .333  | .500     | .500     | 1.000 |
| MLB：3年 | MLB：3年 | 101   | 292   | 269   | 31    | 56    | 14       | 0        | 11       | 103   | 31    | 1     | 1        | 0     | 4     | 16    | 1     | 3     | 76    | 7        | .208  | .257     | .383     | .640  |

- 2024年度シーズン終了時

### 年度別投手成績
| 年 度    | 球 団    | 登 板 | 先 発 | 完 投 | 完 封 | 無 四 球 | 勝 利 | 敗 戦 | セ 丨 ブ | ホ 丨 ル ド | 勝 率 | 打 者 | 投 球 回 | 被 安 打 | 被 本 塁 打 | 与 四 球 | 敬 遠 | 与 死 球 | 奪 三 振 | 暴 投 | ボ 丨 ク | 失 点 | 自 責 点 | 防 御 率 | W H I P |
| -------- | -------- | ----- | ----- | ----- | ----- | -------- | ----- | ----- | -------- | ----------- | ----- | ----- | -------- | -------- | ----------- | -------- | ----- | -------- | -------- | ----- | -------- | ----- | -------- | -------- | ------- |
| 2022     | PIT      | 2     | 0     | 0     | 0     | 0        | 0     | 0     | 0        | 0           | .---  | 15    | 2.0      | 6        | 1           | 3        | 0     | 1        | 1        | 0     | 0        | 8     | 8        | 36.00    | 4.50    |
| MLB：1年 | MLB：1年 | 2     | 0     | 0     | 0     | 0        | 0     | 0     | 0        | 0           | .---  | 15    | 2.0      | 6        | 1           | 3        | 0     | 1        | 1        | 0     | 0        | 8     | 8        | 36.00    | 4.500   |

- 2024年度シーズン終了時

### 年度別守備成績
内野守備
| 年 度 | 球 団 | 一塁（1B） | 一塁（1B） | 一塁（1B） | 一塁（1B） | 一塁（1B） | 一塁（1B） | 二塁（2B） | 二塁（2B） | 二塁（2B） | 二塁（2B） | 二塁（2B） | 二塁（2B） | 三塁（3B） | 三塁（3B） | 三塁（3B） | 三塁（3B） | 三塁（3B） | 三塁（3B） | 遊撃（SS） | 遊撃（SS） | 遊撃（SS） | 遊撃（SS） | 遊撃（SS） | 遊撃（SS） |
| 年 度 | 球 団 | 試 合      | 刺 殺      | 補 殺      | 失 策      | 併 殺      | 守 備 率   | 試 合      | 刺 殺      | 補 殺      | 失 策      | 併 殺      | 守 備 率   | 試 合      | 刺 殺      | 補 殺      | 失 策      | 併 殺      | 守 備 率   | 試 合      | 刺 殺      | 補 殺      | 失 策      | 併 殺      | 守 備 率   |
| ----- | ----- | ---------- | ---------- | ---------- | ---------- | ---------- | ---------- | ---------- | ---------- | ---------- | ---------- | ---------- | ---------- | ---------- | ---------- | ---------- | ---------- | ---------- | ---------- | ---------- | ---------- | ---------- | ---------- | ---------- | ---------- |
| 2022  | PIT   | 7          | 30         | 3          | 2          | 3          | .943       | 28         | 39         | 51         | 0          | 12         | 1.000      | 4          | 0          | 3          | 1          | 0          | .750       | 32         | 30         | 65         | 5          | 10         | .950       |
| MLB   | MLB   | 7          | 30         | 3          | 2          | 3          | .943       | 28         | 39         | 51         | 0          | 12         | 1.000      | 4          | 0          | 3          | 1          | 0          | .750       | 32         | 30         | 65         | 5          | 10         | .950       |

外野守備
| 年 度 | 球 団 | 右翼（RF） | 右翼（RF） | 右翼（RF） | 右翼（RF） | 右翼（RF） | 右翼（RF） |
| 年 度 | 球 団 | 試 合      | 刺 殺      | 補 殺      | 失 策      | 併 殺      | 守 備 率   |
| ----- | ----- | ---------- | ---------- | ---------- | ---------- | ---------- | ---------- |
| 2022  | PIT   | 22         | 35         | 0          | 1          | 0          | .972       |
| MLB   | MLB   | 22         | 35         | 0          | 1          | 0          | .972       |

- 2023年度シーズン終了時

### 背番号
- 64（2022年 - 2023年）
- 39（2024年）